# SMS Uzsok
SMS Uzsok – austro-węgierski niszczyciel z początku XX wieku. Dziesiąta jednostka typu Tátra, czwarta z drugiej serii okrętów tego typu. „Uzsok” przetrwał I wojnę światową i w 1920 roku został przekazany Włochom; wcielony do Regia Marina pod nazwą Monfalcone. Skreślony z listy floty w 1939 roku.
„Uzsok” wyposażony był w sześć kotłów parowych opalanych ropą, dwa z nich mogły być również opalane węglem. Współpracowały one z dwoma turbinami parowymi AEG-Curtis. Okręt uzbrojony był w dwie pojedyncze armaty kalibru 100 mm L/50 (po jednej na dziobie i rufie), sześć pojedynczych armat 66 mm L/45 (po trzy na każdej burcie), ciężki karabin maszynowy Schwarzlose kalibru 8 mm oraz dwie podwójne wyrzutnie torped kalibru 450 mm. Dwie armaty 66 mm ustawione były na podstawach przeciwlotniczych.